# 서창원
서창원 (Shu Changwon, 徐昌源, 1957년 2월 3일 ~ 음력)은 목회자요 신학자이다. 현재는 총신 신대원 은퇴교수로서 한국개혁주의 설교연구원(1992년) 설립자이자 이사장으로 섬기고 있다.   총신대학교 신학대학원에서 청교도와 언약도들 을 중심으로 장로교회사 및 청교도신학을 교수하고 2022년 은퇴하였다. 설교자로 신장교회(현 주사랑교회), 삼양교회, 그리고 고창성북교회에서 20년동안 목회사역을 하였다. 1992년에 한국개혁주의 설교연구원을 설립하여 매년 2회 겨울과 여름에 국내외 저명강사들을 초청하여 세미나를 개최하며 원장으로 있으면서 한국의 목회자들의 설교를 돕고있다. 개혁주의 신학과 삶을 고취하고자 영국에서 발행하는 <진리의 깃발지> 한국어판을 1993년도부터 발행하며 30년 동안 편집장으로 있다. 

## 학력
- 송곡고등학교 졸업
- 총신대학교 신학과 졸업(Eqi. B.A)
- 총신대학교 신학대학원 목회학 석사과정 수료
- 런던 신학교 졸업
- 에든버러 신학교(구 프리처치 성경대학) 졸업(Dip. Th)
- 에든버러 대학교 신학대학원(New College, M. Th)
- 웨스트민스터신학대학원대학교 졸업(Ph.D.)

## 경력
- 총신대학교 신학대학원 강사 및 겸임교수 역임(1991-2013)
- 한국개혁주의 설교연구원 원장(1992-2022)
- 총신대학교 신학대학원 교수(2014-현재)
- 왕십리교회 강도사, 천우교회 부목사 역임(1990-1993)
- 주사랑교회(구 신장교회) 담임목사(1994-1997. 4)
- 삼양교회 담임목사(1997. 5-2013. 6)
- 꽃동산 교회 협동목사(2015-2017. 7)
- 고창성북교회 담임목사(2017. 8-2019.12)
- 한국개혁주의 설교연구원 이사장(2023- 현재)
- <진리의 깃발> (1993-  현재) 편집장

## 저서
- 깨어 있는 예수의 공동체(1992)
- 하나님 나라의 일, vol. 1, 2(1997)
- 요나서 강해(네게 명한 바를 선포하라, 1999)
- 장로교회의 역사와 신앙(2001)
- 칼빈의 제네바 시편가(2009)
- 개혁교회는 무엇을 믿는가?(2010)
- 진짜 결혼(2012)
- 청교도 신학과 신앙(2013)
- 당신은 참 그리스도인인가?(2015)
- 조지 휫필드의 생애와 사역(2016)
- 부부가 함께 하는 경건생활(2017)
- 개혁교회 예배찬송가(2017)
- 한국의 교회 위기, 성경에서 답을 찾다(2019)
- 신학은 삶이다(2023)
- 쇠하는 교회 흥하는 교회(2024)외 다수

## 역서
- 마틴 로이드 존스의 십자가(1990)
- 피터 루이스의 청교도 목회와 설교(1991)
- 모리스 로버츠의 진리의 심곡에서(1999)
- 이안 머레이의 성경적 부흥관 바로 알기(2001)
- 제레마이어 버러스의 예배의 타켓을 복음에 맞추라(2002)
- 조지 휫필드의 설교: 와서 최고의 신랑, 그리스도를 보라(2003)
- 사무엘 루터포드의 생애와 요리문답(2010)
- 아더 핑크의 성화론(2014)
- 윌리엄 커닝함의 역사신학 1-4권(2017-2020)
- 조지 길레스피의 아론의 싹난 지팡이(2024)

## 참고문헌
- 황갑수, "서창원 박사의 생애와 신학", 안명준 편집, <한국의 신학자들 1> (아벨서원, 2021)

## 같이 보기
- 대한민국의 신학자 목록